# DVD
DVD(디브이디, 문화어: 수자식동화상디스크, 수자식다용도디스크)는 CD에서 더 발전한 저장매체이다. 겉모습은 12cm나 8cm 지름의 원반으로서 CD와 같으나 다른 포맷으로 저장되며 높은 용량을 가지고 있다.
처음에는 품질이 좋은 대용량 영상물을 담을 수 있는 매체로 시작했지만, 컴퓨터의 정보 저장 매체로 발전하였으며, 지금은 음악을 담는 DVD 오디오도 널리 쓰인다. CD와 달리 모든 DVD는 UDF라는 형식으로 관리되는 파일로 저장되며, 이는 데이터를 담는 CD의 표준인 ISO 9660의 확장형이다.
‘Digital Video Disc’의 준말로 알려져 있었지만, DVD 포럼에선 ‘Digital Versatile Disc’를 뜻한다고 정의한다.
DVD에는 싱글 레이어와 듀얼 레이어가 있다. 싱글 레이어는 용량이 4.7GB 이고, 듀얼 레이어는 8.5GB의 데이터를 저장할 수 있다. 하지만 최대 9.4GB를 저장할 수 있는 DVD-RAM보다 살짝 용량이 낮다. 종류로는 DVD-R, DVD+R, DVD-RW 등이 있으며, 듀얼 레이어 DVD는 DVD 기록 장치가 듀얼 레이어(DL)를 지원해야만 정상적으로 구울 수 있다.

## 역사

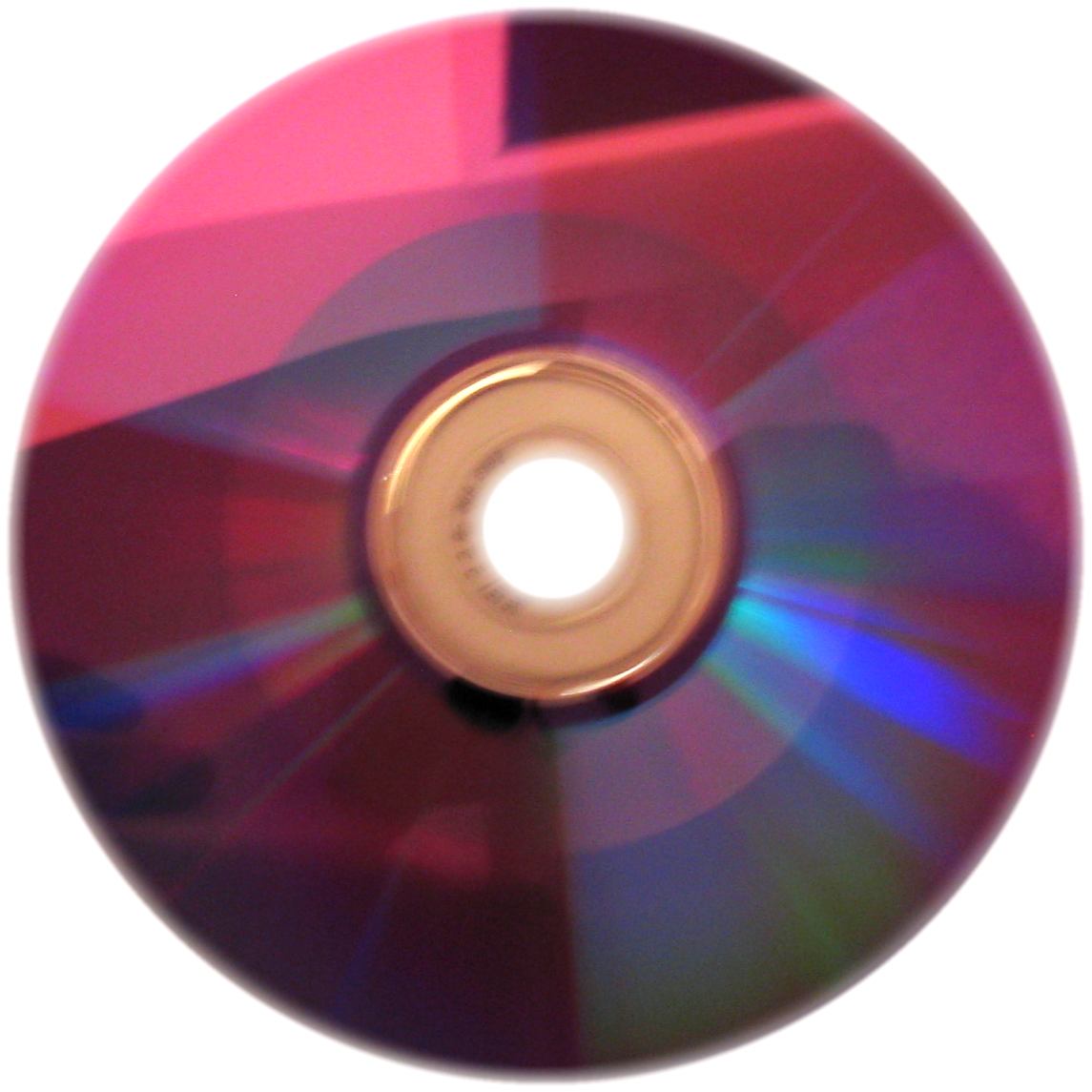
4.7 기가바이트를 지원하는 자줏빛 염료를 가진 DVD-R

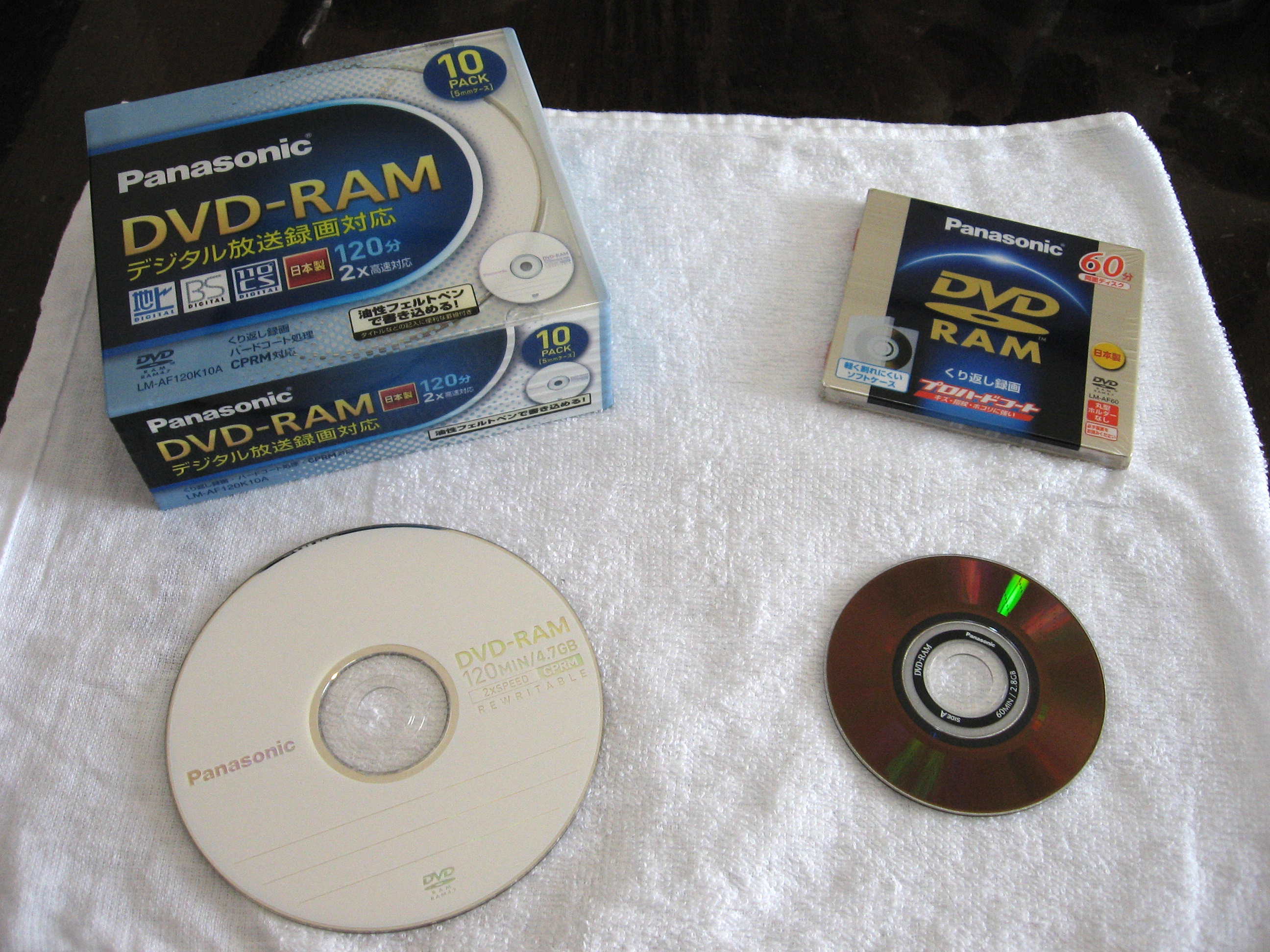
DVD 레코더용 DVD-RAM

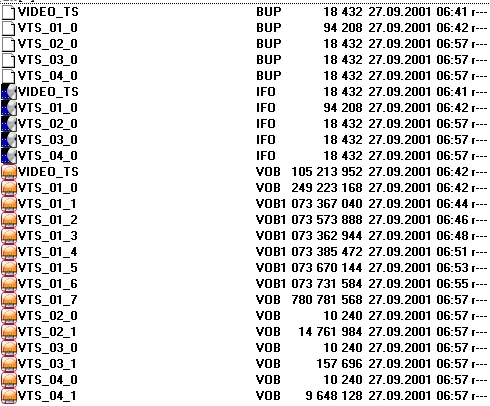
일반 DVD 비디오 파일 구조.

1995년 포맷 통일이 이루어졌고, 1997년부터 DVD 플레이어와 DVD 타이틀 출시가 본격적으로 시작되었다. 아날로그 방식이었던 VHS와 달리 디지털 방식의 DVD는 보관 및 보존 상태 유지가 매우 간편했기 때문에, VHS의 뒤를 이은 차세대 영상매체로 각광받기 시작했다. 1990년대 후반부터 일본, 미국을 시작으로 보급되기 시작한 DVD는 2000년대 초반 영상매체 시장을 강타하며 VHS로 대표되는 비디오테이프의 위치를 크게 위협했다. 2003년 미국의 비디오 시장에서 DVD는 VHS의 판매, 대여량을 처음으로 역전했고 2000년대 중반까지 비디오 시장에서 큰 인기를 끌었다. 대한민국에서는 2004년을 기점으로 DVD 타이틀 발매와 대여업계에서의 장착이 이루어지기 시작했다. 2003~2004년을 기점으로 전 세계 대부분의 비디오 대여점에서는 DVD 타이틀의 대여가 가능하게 되었다. 비디오테이프 역시 DVD의 폭발적인 성장에도 불구하고 여전히 영상매체로서 대중적으로 사용되었다. 2000년대 초중반은 비디오 시장의 마지막 전성기로, DVD와 VHS의 양대 포멧이 비디오 시장을 점유하며 비디오 대여업과 영화사들의 DVD/VHS 발매가 가장 활발하게 이루어지던 시기였다.
그러나 초고속인터넷의 발전과 PMP 등 영상매체의 대중화로, 2000년대 후반부터 비디오 시장은 쇠퇴기를 맞이하며 타격을 입었다. DVD와 VHS 모두 쇠퇴기의 비디오시장으로 인한 직격탄을 맞았으나, 여전히 대중들에게 영상매체로서 사용되었고, 비디오 대여점은 도서와 만화를 함께 대여하는 멀티대여점으로 사업 형태를 바꿔 운영하게 된다. 2000년대 후반기는 비디오 시장의 황혼기로, 발전하는 초고속인터넷과 영상매체로 경쟁력을 잃어가면서도 시장에서 밀려나지 않고, 영상매체의 한 방식으로서 사용되었다.
2010년대에 접어들어 휴대전화가 대중화되었고, 이로 인한 OTT가 성행하면서 비디오 시장은 완전한 몰락을 맞이하게 된다. DVD는 기존의 비디오테이프와 함께 OTT에 의해 그 역할이 완전 대체되었고 영상매체로서의 대중성을 잃고 시장에서 퇴장하였으며, 비디오 시장의 몰락과 함께 비디오 대여업도 흥행을 다했다. OTT의 발달 이후 DVD는 블루레이와 함께 특정 사용자들에게만 판매되며 겨우 연명하고 있다.

## DVD 용량 및 속도

### 용량
| 기준   | 기준     | 면 수 | 레이어 (전체) | 지름 | 용량  | 용량  |
| 기준   | 기준     | 면 수 | 레이어 (전체) | (cm) | (GB)  | (GiB) |
| ------ | -------- | ----- | ------------- | ---- | ----- | ----- |
| DVD-1  | SS SL    | 1     | 1             | 8    | 1.46  | 1.36  |
| DVD-2  | SS DL    | 1     | 2             | 8    | 2.66  | 2.47  |
| DVD-3  | DS SL    | 2     | 2             | 8    | 2.92  | 2.72  |
| DVD-4  | DS DL    | 2     | 4             | 8    | 5.32  | 4.95  |
| DVD-5  | SS SL    | 1     | 1             | 12   | 4.70  | 4.38  |
| DVD-9  | SS DL    | 1     | 2             | 12   | 8.54  | 7.95  |
| DVD-10 | DS SL    | 2     | 2             | 12   | 9.40  | 8.75  |
| DVD-14 | DS DL/SL | 2     | 3             | 12   | 13.24 | 12.33 |
| DVD-18 | DS DL    | 2     | 4             | 12   | 17.08 | 15.90 |

### 속도
| 드라이브 속도 | 데이터 속도 | 데이터 속도 | 데이터 속도 | ~쓰기 속도 (분) | ~쓰기 속도 (분) |
| 드라이브 속도 | (Mbit/초)   | (MB/초)     | (MiB/초)    | SL              | DL              |
| ------------- | ----------- | ----------- | ----------- | --------------- | --------------- |
| 1배속         | 10.80       | 1.35        | 1.29        | 61              | 107             |
| 2배속         | 21.60       | 2.70        | 2.57        | 31              | 54              |
| 2.4배속       | 25.92       | 3.24        | 3.09        | 25              | 45              |
| 2.6배속       | 28.08       | 3.51        | 3.35        | 23              | 41              |
| 4배속         | 43.20       | 5.40        | 5.15        | 15              | 27              |
| 6배속         | 64.80       | 8.10        | 7.72        | 10              | 18              |
| 8배속         | 86.40       | 10.80       | 10.30       | 8               | 13              |
| 10배속        | 108.00      | 13.50       | 12.87       | 6               | 11              |
| 12배속        | 129.60      | 16.20       | 15.45       | 5               | 9               |
| 16배속        | 172.80      | 21.60       | 20.60       | 4               | 7               |
| 18배속        | 194.40      | 24.30       | 23.17       | 3               | 6               |
| 20배속        | 216.00      | 27.00       | 25.75       | 3               | 5               |
| 22배속        | 237.60      | 29.70       | 28.32       | 3               | 5               |
| 24배속        | 259.20      | 32.40       | 30.90       | 3               | 4               |

| 기준    | 기준        | 면 수 | 레이어 (전체) | 지름 | 용량 | 용량  |
| 기준    | 기준        | 면 수 | 레이어 (전체) | (cm) | (GB) | (GiB) |
| ------- | ----------- | ----- | ------------- | ---- | ---- | ----- |
| DVD-R   | SS SL (1.0) | 1     | 1             | 12   | 3.95 | 3.68  |
| DVD-R   | SS SL (2.0) | 1     | 1             | 12   | 4.70 | 4.37  |
| DVD-RW  | SS SL       | 1     | 1             | 12   | 4.70 | 4.37  |
| DVD+R   | SS SL       | 1     | 1             | 12   | 4.70 | 4.37  |
| DVD+RW  | SS SL       | 1     | 1             | 12   | 4.70 | 4.37  |
| DVD-R   | DS DL       | 2     | 2             | 12   | 9.40 | 8.75  |
| DVD-RW  | DS DL       | 2     | 2             | 12   | 9.40 | 8.75  |
| DVD+R   | DS DL       | 2     | 2             | 12   | 9.40 | 8.75  |
| DVD+RW  | DS DL       | 2     | 2             | 12   | 9.40 | 8.75  |
| DVD-RAM | SS SL       | 1     | 1             | 8    | 1.46 | 1.36* |
| DVD-RAM | DS DL       | 2     | 2             | 8    | 2.65 | 2.47* |
| DVD-RAM | SS SL (1.0) | 1     | 1             | 12   | 2.58 | 2.40  |
| DVD-RAM | SS SL (2.0) | 1     | 1             | 12   | 4.70 | 4.37  |
| DVD-RAM | DS DL (1.0) | 2     | 2             | 12   | 5.16 | 4.80  |
| DVD-RAM | DS DL (2.0) | 2     | 2             | 12   | 9.40 | 8.75* |

| 유형     | 섹터      | 바이트        | KB            | KiB       | MB        | MiB       | GB    | GiB   |
| -------- | --------- | ------------- | ------------- | --------- | --------- | --------- | ----- | ----- |
| DVD-R SL | 2,298,496 | 4,707,319,808 | 4,707,319.808 | 4,596,992 | 4,707.320 | 4,489.250 | 4.707 | 4.384 |
| DVD+R SL | 2,295,104 | 4,700,372,992 | 4,700,372.992 | 4,590,208 | 4,700.373 | 4,482.625 | 4.700 | 4.378 |
| DVD-R DL | 4,171,712 | 8,543,666,176 | 8,543,666.176 | 8,343,424 | 8,543.666 | 8,147.875 | 8.544 | 7.957 |
| DVD+R DL | 4,173,824 | 8,547,991,552 | 8,547,991.552 | 8,347,648 | 8,547.992 | 8,152.000 | 8.548 | 7.961 |

## 재생 기기와 기록 장치
최신의 DVD 레코더들은 추가적인 포맷을 지원한다.
이를테면, DVD+/-R/RW, CD-R/RW, MP3, WMA, SVCD, JPEG, PNG, SVG, KAR, MPEG-4(DivX/XviD) 등을 지원한다. 일부는 또한 USB 포트나 플래시 메모리 리더를 포함하고 있다.
컴퓨터용 DVD 드라이브는 보통 RPC-1이나 RPC-2의 두 종류의 지역별 재생 제한 기능(RPC:Regional Playback Control)을 가지고 있다. 이것은 공급자들의 지역적 제한을 강화하기 위하여 사용된다.

## 같이 보기
- 미니DVD
- 캠코더
- 디지털 카메라 통합
- DeCSS
- DivX
- 듀얼디스크
- 듀얼 레이어
- DVD 포맷
- DVD 포럼
- DVD TV 게임
- DVD-D disposable DVD
- EZ-D disposable DVD
- 파이어와이어
- 업데이트할 수 있는 펌웨어
- 홈 시네마
- MPEG-1
- MPEG-2
- 넷플릭스 (DVD 대여)
- Nuon
- PVR
- 특별판
- 슈퍼비트
- UOP
- 멀티레벨 레코딩

## 참고 자료
- DVD Demystified, Jim Taylor; McGraw-Hill Professional; ISBN 0-07-135026-8 (2번째 판, 2000년 12월 2일)
- DVD Authoring and Production, Ralph Labarge; CMP Books; ISBN 1-57820-082-2 (2001년 8월)
- Bennett, Hugh. Understanding Recordable & Rewritable DVD. Cupertino: Optical Storage Technology Association, 2004년 4월.